# Гражданский брак

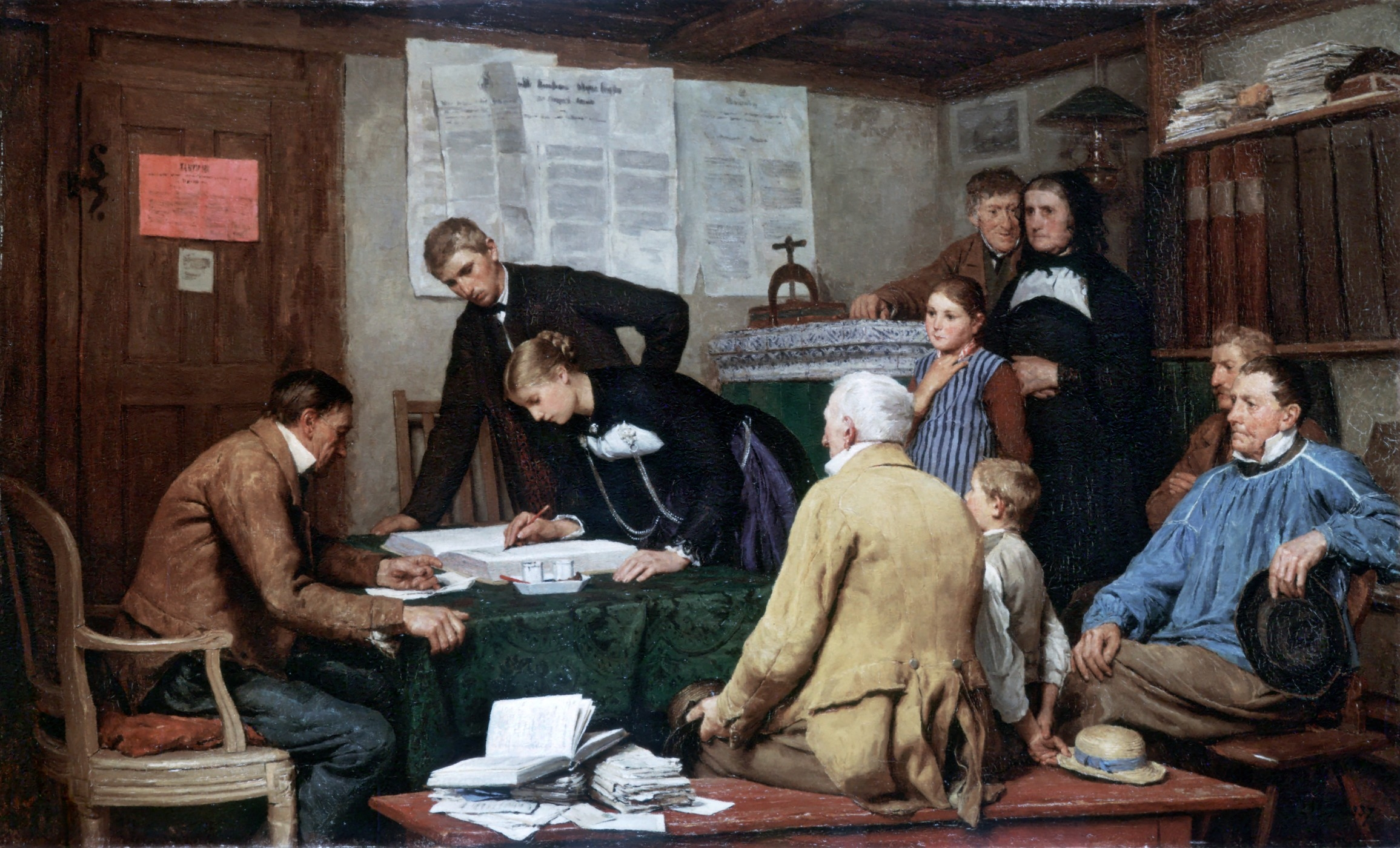
«Заключение гражданского брака». Картина швейцарского художника Альберта Анкера (1887)

Гражда́нский брак, или све́тский брак — брачный союз, зарегистрированный и оформленный в соответствующих органах государственной власти без участия христианской церкви или другой религиозной организации.
В Российской империи выражение «гражданский брак» могло использоваться для обозначения фактического сожительства. В настоящее время в обыденной жизни это выражение также используется для обозначения незарегистрированного совместного проживания мужчины и женщины, новое значение уже отражено в ряде источников (в отдельных словарях оно обозначается как разговорное и устаревшее).

Гражданский брак по странам
Государство признаёт только гражданские браки
Государство признаёт как гражданские, так и определённые религиозные браки
Государство признаёт гражданские браки, нет дополнительной информации
Государство признаёт только религиозные браки
Гражданские браки только для иностранцев
Гражданские браки только для немусульман

## История регулирования брака: церковные и правовые аспекты

### В Римской империи и Византии
«В первые века по Рождестве Христовом христиане как римские граждане вступали в брак по гражданским законам Римской империи». Церковь не считала, что эти законы прямо противоречат её догматическому учению о браке, однако настаивала на том, чтобы христиане, вступая в брак, поступали по нормам христианской брачной этики, поскольку браки, легальные по нормам римского права, могли быть недопустимы с христианской точки зрения (таковы, например, близкородственные браки). Поэтому христиане испрашивали на брак благословение своего епископа.
В первое время после утверждения христианства в Римской империи порядок оставался неизменным: законы первых христианских императоров, осуждая неоформленные браки, не упоминают церковный брак.
В 428 году императорами Феодосием II и Валентинианом III была подтверждена ранее существовавшая норма римского права о заключении браков между свободными гражданами выражением согласия жениха и невесты, удостоверяемого свидетелями (CTh III 7. 3). Император Юстиниан в своих новеллах определил:
- без каких-либо юридических формальностей вступать в брак могли только лица низшего сословия;
- средние классы общества должны были для заключения брака к церковному нотариусу (экдику);
- сословие сенаторов должно было сопровождать вступление в брак письменным договором о приданом и предбрачном даре (Nov. Iust. 74. 4).

Изданная в 741 году «Эклога» императоров Льва III Исавра и Константина V Копронима воспроизводила законы Юстиниана о браке — с той лишь разницей, что браки лиц среднего класса могли заключаться или в присутствии друзей, или же получением церковного благословения (Eclog. 2. 1, 3, 8).

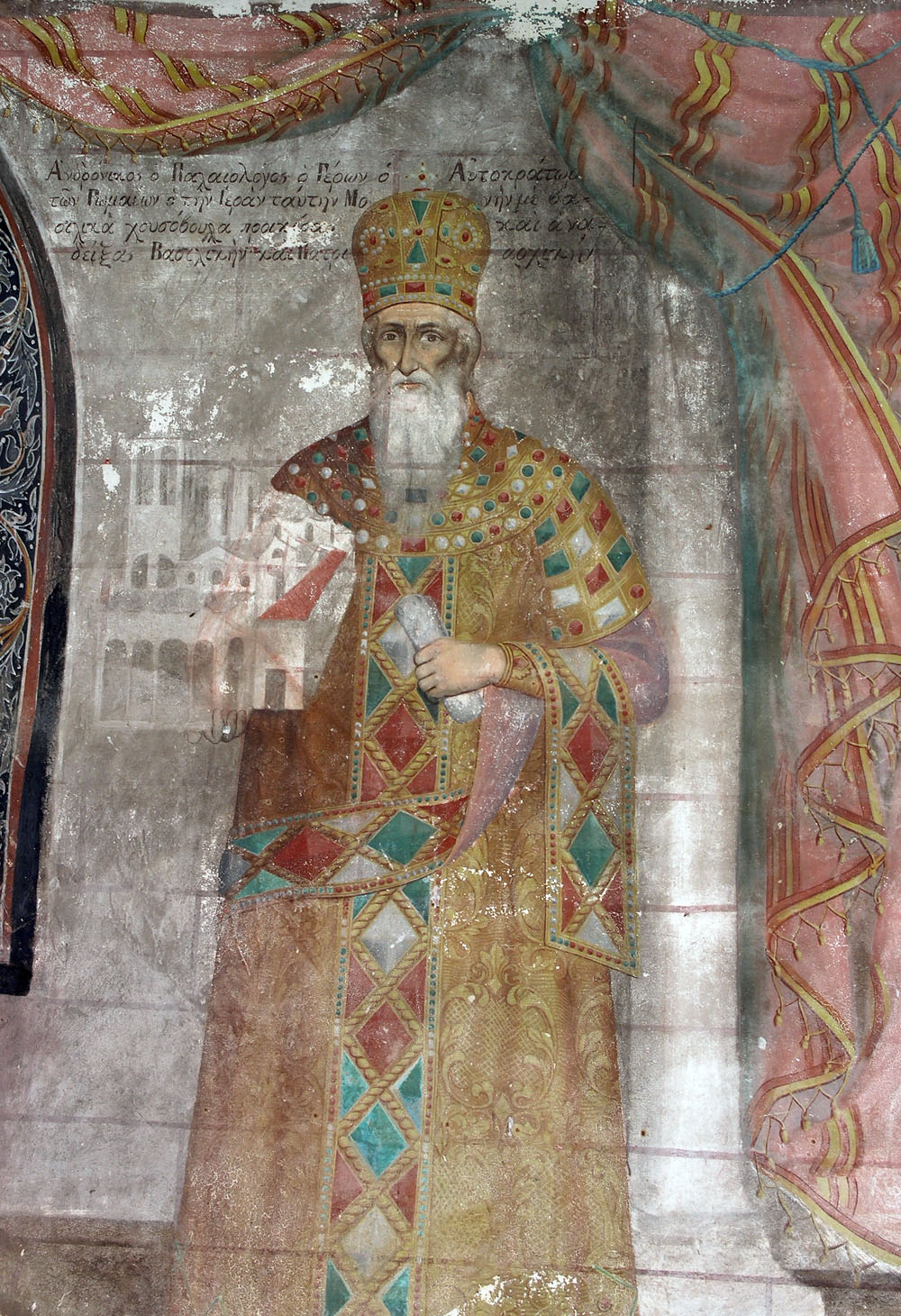
Фреска с изображением Андроника II

Церковь, благословляя браки, признавала и действительность браков между христианами, заключённых в гражданском порядке: хотя она в то время не благословляла повторные браки, но признавала их действительность.
Заключать брак между свободными лицами только с церковного благословения предписал в своей 89-й новелле император Лев VI Мудрый приблизительно в 895 году. На рабов этот закон не распространялся, необходимость церковного благословения для них в 1092 году ввёл император Алексей I Комнин: венчание стало обязательным для вступающих в брак. Окончательный запрет на заключение брака без ведома и благословения приходского священника ввели императоры Андроник II Палеолог (1282—1328) и Константинопольский Патриарх Афанасий I (1289—1293; 1303—1309). Таким образом, на закате истории Византийской империи брак между христианами стал предметом церковного ведения без каких-либо изъятий.

### В Западной Европе
На Западе в средние века не было ни гражданского брака, ни обязательного церковного; брак устанавливался путём соглашения (обручения), за которым могло следовать церковное благословение. Лишь в 1563 году Тридентский собор установил обязательность церковного брака. В том же XVI веке различные государства (Англия — в 1538 году, Франция — в 1579 году) начали принимать меры для регистрации актов гражданского состояния.
Церковный брак оказался крайне удобен для правильной регистрации, и на первых порах государство всюду взяло под своё покровительство эту форму заключения брака, однако в XIX веке распространилось убеждение, что церковный брак не может быть единственной формой установления семьи. Причинами могли быть как антагонизм между светской и духовной властью, так и
неоднородность населения с точки зрения религиозных верований и воззрений.
Вопрос об отношении гражданского брака к церковному браку решался тремя способами. Гражданский брак может быть 1) суррогатом церковного брака в случаях, когда последний невозможен (брак «по нужде», из крайности); 2) совершенно равноправной формой брака (факультативный гражданский брак); 3) единственной формой установления семьи.
Гражданский брак «по нужде» был вызван к жизни в наличием в той или иной стране иноверцев и так называемых диссидентов, не имеющих своей церковной организации. Другая потребность, которая побуждала ввести подобную практику, — оформление религиозно недопустимых смешанных браков.

#### Нидерланды
Впервые гражданский брак появился в Нидерландах в XVI веке, будучи введён в 1580 году кальвинистскими правительствами штатов Голландия и Фрисландия в интересах многочисленных христианских меньшинств; в 1656 году он был распространён на все Нидерланды. До 1795 года этот вид брака сохранял факультативный характер, когда же была учреждена Батавская республика, был введён и обязательный гражданский брак.

#### Англия
В Англии гражданский брак впервые был установлен как обязательное учреждение при Оливере Кромвеле, в 1653 году, и регистрация браков, которая со времени закона 1538 года лежала на духовенстве, была возложена на выборных гражданских чиновников. Однако после реставрации Стюартов гражданский брак пал сам собой, без особого законодательного акта, но и церковный брак в течение целого столетия не был обязателен. Таковым он стал лишь в 1753 году: актом Гардвика была объявлена обязательность церковного брака.
Кроме того, религиозные диссиденты и католики были поставлены перед необходимостью обращаться к англиканскому духовенству; заключать браки по своим обрядам разрешили только квакерам и евреям. Близость Шотландии, на которую акт Гардвика не распространялся, дало англичанам возможность уклоняться от действия несимпатичного закона: англичане массами выезжали на шотландскую границу, в деревню Гретна-Грин, где сперва местный кузнец, а потом его наследники, выслушивали обмен выражений согласия и выдавали желающим свидетельства о вступлении в законный брак.

#### Шотландия и Ирландия
В Шотландии исключительно путём обычая развилась особая форма гражданского брака: супруги являлись к мировому судье, сообщали ему, что их обвенчал священник, которого они не могут назвать, платили небольшой штраф за вступление в брак без церковного оглашения и получали от судьи свидетельство о браке.
В Ирландии факультативный гражданский брак был введён в 1844 году.

### В России
До 1918 года в Российской империи не было института гражданского брака, хотя законом от 19 апреля 1874 года браки старообрядцев, записанные в метрические книги, приобретали в гражданском отношении силу и последствия законного брака и рассматривались некоторыми канонистами Православной российской церкви как браки гражданские. Тем, кто не хотел (или не мог) заключать брак в рамках религиозного института из религиозных, антирелигиозных или иных соображений, приходилось жить без юридического оформления супружеских отношений; живущие в таком сожительстве для его обозначения стали использовать как эвфемизм термин «гражданский брак», хотя этот термин имел лишь эмоциональный смысл, такие отношения не подкреплялись никакими юридическими последствиями, включая, в особенности, права собственности при разделе имущества при прекращении сожительства и наследовании в случае смерти сожителя.
Вскоре после прихода к власти большевиков в результате Октябрьской революции 1917 года, 18 (31) декабря 1917 года был принят декрет ВЦИК и СНК РСФСР «О гражданском браке, о детях и о ведении книг актов состояния», который гласил, в частности: «Российская Республика впредь признаёт лишь гражданские браки»; церковный брак объявлялся «частным делом брачующихся» и лишался юридической силы. Декрет «Об отделении церкви от государства и школы от церкви» от 20 января (2 февраля) 1918 года окончательно лишал заключаемые заново церковные браки правового значения (за браками, заключёнными в церковной форме до принятия декрета, сохранялась юридическая сила относительно раздела имущества и наследования, и они не нуждались в переоформлении).
То есть, вплоть до декабря 1917 года в России процедура оформления брака носила канонический (церковный) характер. Государство же, осуществив принцип отделения церкви от государства, взяло на себя поддержку взаимоотношений между супругами с помощью светского законодательства, поэтому единственной формой брака стал гражданский, то есть светский брак. Брак стал называться гражданским, в отличие от прежнего брака — церковного, религиозного.
Таким образом, с принятием декретов ВЦИК и СНК РСФСР «О гражданском браке, о детях и о ведении книг актов гражданского состояния» от 18 декабря 1917 года и «О расторжении брака» от 19 декабря 1917 года гражданский брак стал единственно признаваемой юридически в стране формой брака. Юридическую силу получили браки, зарегистрированные в отделах записей браков и рождений при городской (районной, уездной или волостной земской) управе. Первый российский кодекс — «Кодекс законов об актах гражданского состояния, брачном, семейном и опекунском праве» (КЗАГС), принятый на сессии ВЦИК 16 сентября 1918 года, определял: «Только гражданский (светский) брак, зарегистрированный в Органе записей актов гражданского состояния, порождает права и обязанности супругов, изложенные в настоящем разделе. Брак, совершённый по религиозным обрядам и при содействии духовных лиц, не порождает никаких прав и обязанностей для лиц, в него вступивших, если он не зарегистрирован установленным порядком». То есть такой брак не давал никаких прав относительно получения какой-либо собственности в случае расторжения этого брака или смерти супруга.
В России в настоящее время гражданский брак (в изначальном значении термина) является единственным из заключаемых браков, признаваемым государством, заключается и регистрируется государством в органах записи актов гражданского состояния (ЗАГС) независимо от места жительства любого из будущих супругов и регулируется «Семейным кодексом Российской Федерации». Поэтому большинство российских конфессий для заключения брака по религиозным обрядам требуют обязательной регистрации брака в органах ЗАГС.
Согласно социологическим исследованиям, семейный образ жизни у 93 % россиян ассоциируется с законно оформленным браком. Концепция законного брака в данном случае перевешивает даже фактор наличия детей: семейный образ жизни с наличием детей ассоциировало лишь 83 % опрашиваемых.

## Страны без гражданского брака
В таких странах, как Египет, Сирия Иордания, Индонезия, Саудовская Аравия, Йемен, Ливия, Мавритания, нет узаконенной процедуры гражданского брака. В то же время в Иране и Израиле в государственных регистрирующих учреждениях всегда есть представители религии. Данная практика рождает проблемы, связанные с невозможностью развода пар, в том случае, когда один из супругов отказывается от развода.
В Малайзии применяется отдельная практика: гражданские браки законны для всех жителей страны, не являющихся мусульманами, в то время как в Кувейте, Бахрейне или Афганистане гражданские браки разрешены исключительно для иностранцев.
Информация по ситуации в ОАЭ разноречива.

## В художественной литературе
Лебезятников, герой «Преступления и наказания», противопоставляет «гражданский брак» законному: 

Какие рога? Зачем рога? Какой вздор! Напротив, в гражданском-то браке их и не будет! Рога — это только естественное следствие всякого законного брака, так сказать, поправка его, протест, так что в этом смысле они даже нисколько не унизительны…— Ф. М. Достоевский. «Преступление и наказание», часть V, глава I.
В этом отрывке «гражданский брак» используется как эвфемизм, синоним сожительства: чуть раньше Лебезятников обсуждает с Лужиным конкретные «гражданские браки» некоей Теребьевой.